# Sankury
Sankury (dodatkowa nazwa w j. litewskim Sankūrai) – wieś w Polsce położona w województwie podlaskim, w powiecie sejneńskim, w gminie Puńsk. Leży nad granicą z Litwą.
| SIMC    | Nazwa       | Rodzaj    |
| ------- | ----------- | --------- |
| 1011649 | Gwoździczno | część wsi |

W latach 1975–1998 miejscowość administracyjnie należała do województwa suwalskiego.
W Sankurach stacjonowała strażnica WOP.